# Clyde Cowan

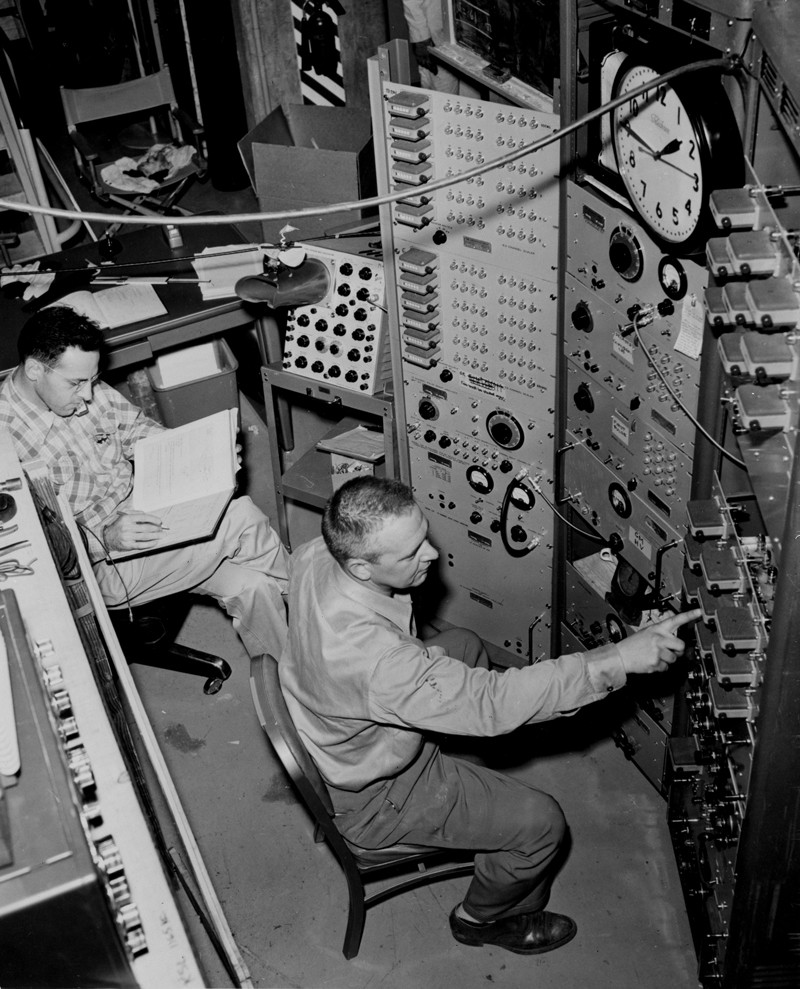
Clyde Cowan rond 1956 bezig met het neutrino-experiment

Clyde Lorrain Cowan Jr. (Detroit (Michigan), 6 december 1919 – Bethesda (Maryland), 24 mei 1974) was een Amerikaans natuurkundige en, samen met Frederick Reines, mede-ontdekker van het neutrino. Zij deden hun ontdekking in 1956 in het zogenaamde Cowan-Reines-neutrinoexperiment. Frederick Reines ontving hiervoor in 1995 de Nobelprijs voor Natuurkunde.

## Biografie
Cowan groeide op in Saint Louis (Missouri) waar hij zijn basis- en voortgezette opleiding volgde. Aansluitend bezocht hij de universiteit van Missouri die hij in 1940 afsloot met een bachelorgraad in Chemical Engineering. Tot 1946 maakte Cowan deel uit van het Amerikaande leger. Profiterend van de G.I. Bill of Rights bezocht vanaf 1946 hij de Washington University in St. Louis, waar hij in 1949 zijn Ph.D. behaalde. 
Hij trad vervolgens in dienst van het Los Alamos National Laboratory in New Mexico, waar hij Frederick Reines ontmoette. In 1951 begonnen Reines en Cowan hun zoektocht naar het neutrino. Hun werk werd in 1956 voltooid in de kerncentrale van Savannah River Site in Aiken County (South Carolina). In 1957 werd hij docent natuurkunde aan de George Washington-universiteit (GWU) en van 1958 tot 1974 hoogleraar op de Katholieke Universiteit van Amerika in Washington D.C.

## Familie
Hij is op 29 januari 1943 in Woodford in het noordoosten van Londen getrouwd met Betty Eleanor Dunham Reed. Van hun tien kinderen overleden er zeven op zeer jonge leeftijd als gevolg van een genetische afwijking. Later adopteerden ze nog twee kinderen. Clyde L. Cowan overleed op 29 mei 1974 in Bethesda in de Amerikaanse staat Maryland. Hij werd begraven in Arlington National Cemetery.

## Werken
- Essentials of Modern Physics (1973)